# Solinus japonicus
Solinus japonicus är en spindeldjursart som beskrevs av Kuniyasu Morikawa 1953. Solinus japonicus ingår i släktet Solinus och familjen Garypinidae. Inga underarter finns listade i Catalogue of Life.